# Shichi Fukujin
Shichi Fukujin je sedmero božanstava sreće i dobrog slučaja u japanskoj mitologiji. 
Njihov je glavni zadatak pomaganje ljudima u svakodnevnom životu, navođenje na dobre misli i djela te zaštita od zla. Popis ovih sedam božanstava načinio je jedan japanski redovnik u 17. stoljeću. To su:
- Benten, božica ljubavi, bogatstva, braka i gejši
- Bishamonten, budistički bog rata, zaštitnik od demona, simbol zakona i reda
- Daikoku, šintoistički bog napretka i poljodjelstva, često prikazivan kako leži na balma riže sa slamčicom riže u ustima
- Ebisu, šintoistički bog dobiti i teškog rada
- Fukurokuju, japanski bog mudrosti, omiljenosti i dugovječnosti
- Jorojun, japanski bog sretne mladosti i dugog života
- Hotei Osho, bucmasti budistički bog velikodušnosti, zahvalnosti, darežljivosti i dugog života

Ovih sedam božanstava zajedno plovi na brodu s blagom koji u luku uplovljava na svaku Staru godinu. Nose šešire koji ih čine nevidljivima, klinčić, čarobni kišni ogrtač, čarobno uže koje može pomicati čak i planine, neiscrpnu torbu s novcem i brojne druge predmete s kojima donose ljudima sreću i štite ih od demona i zla. Japanci vjeruju da će onaj tko stavi sliku tog broda s blagom pod jastuk sanjati lijepe snove sa sretnim znamenjem.